# Politics Among Nations
Politics Among Nations : The Struggle for Power and Peace (Politique entre les nations : La lutte pour le pouvoir et la paix) est le livre le plus célèbre de Hans Morgenthau. Cet ouvrage de relations internationales est publié aux États-Unis en 1948, après Scientific Man versus Power Politics.
L'ouvrage introduit le concept de réalisme politique en présentant une vision réaliste de la politique d'intimidation. Ce concept a joué un rôle majeur dans la politique étrangère des États-Unis en leur permettant d'exercer leur pouvoir à une échelle mondiale durant la guerre froide. Il appelle aussi à une conciliation entre les politiques d'intimidation en faisant référence aux idéaux éthiques de débats américains plus traditionnels dans le domaine de la politique étrangère.

## Citations
« L'homme d'État doit penser en termes d'intérêt national, considéré comme un pouvoir parmi d'autres. L'esprit populaire, ignorant les subtilités de l'esprit de l'homme d'État, raisonne plus souvent en termes de bien et de mal absolus, d'un point de vue moral et légal élémentaire »
« D'après la théorie réaliste, les principes moraux universels ne peuvent s'appliquer aux actions des États [...]. L'individu se dira : « Que justice soit faite, même si le monde doit périr », mais l'État ne pourra raisonner de cette manière, au nom de ceux qui sont sous sa protection. [...] Alors que l'individu a moralement le droit de se sacrifier pour défendre un tel principe moral, l'État ne peut laisser sa désapprobation morale de la violation de [ce principe moral] empêcher l'accomplissement d'une action politique fructueuse, elle-même inspirée par le principe moral de survie nationale »

## Source
- (en) Cet article est partiellement ou en totalité issu de l’article de Wikipédia en anglais intitulé « Politics Among Nations » (voir la liste des auteurs).